# Comité Judicial del Consejo Privado
El Comité Judicial del Consejo Privado es un alto tribunal del Reino Unido, creado por la ley del Comité Judicial de 1833 para atender las apelaciones, antiguamente tarea del rey y de su Consejo. También funciona como Tribunal Supremo para varios países de la Commonwealth, los territorios británicos de ultramar y las llamadas Dependencias de la Corona. Es conocido como el Consejo Privado, puesto que las apelaciones son formalmente dirigidas a al monarca con la expresión "Su Majestad reunida con el Consejo", y se dirige el caso al Comité Judicial del Consejo Privado pidiéndole "consejo". La sala que atiende el caso, formada normalmente por cinco miembros, se conoce con el nombre de "the Board" ("la Junta"). En las Repúblicas de la Commonwealth las apelaciones son hechas directamente al Comité Judicial. El 16 de diciembre del 2006 el Comité Judicial hizo historia cuando por primera vez en más de 170 años se reunió fuera de Londres y celebró una audiencia de cinco días en Bahamas.
El 1 de octubre del 2009 el Comité Judicial se trasladó de la Cámara del Consejo Privado en Downing Street a la antigua Casa del ayuntamiento de Middlesex, que fue reformada en 2009 para acoger la sede del Comité Judicial del Consejo Privado y de la nueva Corte Suprema del Reino Unido, creada ex novo. En este edificio renovado, la sala 3 es la utilizada por las sesiones del Consejo Privado.
El sistema judicial del Reino Unido tiene la particularidad de que no cuenta con un solo alto tribunal: el Comité Judicial es la más alta institución de apelación para algunos casos, mientras que en muchos otros casos, la máxima instancia es la nueva Corte Suprema del Reino Unido. En Escocia el más alto tribunal para los casos criminales es el Tribunal Superior de Justicia, mientras que la Corte Suprema del Reino Unido lo es para los casos civiles y los conflictos derivados de la devolución de poderes a los escoceses.

## Jurisdicción
El Consejo Privado tiene la jurisdicción en las siguientes materias:
- Apelaciones contra las medidas de los comisarios de la Iglesia (los cuales controlan el estado de la Iglesia de Inglaterra).
- Apelaciones desde los tribunales eclesiásticos (el londinense Tribunal de Arches cubre la provincia eclesiástica de Canterbury, y el Tribunal de Chancery cubre la de York) para casos de naturaleza no doctrinal.
- Apelaciones desde el Tribunal de Caballería.[6]
- Apelaciones desde el Tribunal del Almirantazgo de los Cinco Puertos.
- Apelaciones desde los Tribunales de Premios (trad. de Prize Court).
- Apelaciones desde el Comité Disciplinario del Real Colegio de Cirujanos Veterinarios.[7]
- Disputas parlamentarias, regidas por la ley de Descalificaciones de la Cámara de los Comunes del Reino Unido de 1975.

Además, el Gobierno puede (a través de la reina) dirigir cualquier cuestión al comité para hacer "análisis e informes". Las sentencias emitidas por el Comité Judicial en los casos de los países de ultramar tienen solo una "autoridad persuasiva" en los tribunales del Reino Unido, de forma que deben ser tenidas en cuenta, pero no son de obligado cumplimiento.
El Comité Judicial del Consejo Privado es el tribunal de máxima apelación para la Iglesia de Inglaterra. Escucha las apelaciones surgidas del Tribunal de Arches, de la provincia eclesiástica de Canterbury, y del Tribunal de Chancery, de la provincia eclesiástica de York, excepto en materias de doctrina religiosa, rituales o ceremonias, apelaciones que tienen que ir al Tribunal para Causas Eclesiásticas Reservadas. Con la ley de Disciplina Eclesiástica de 1840 y la ley de Jurisdicciones de Apelaciones de 1876, todos los arzobispos y obispos pueden ser elegibles como miembros del Comité Judicial.
Antes de la ley de Reforma Constitucional de 2005, el Consejo Privado era el tribunal de última instancia en cuanto a cuestiones sobre la devolución de poderes a los escoceses. El 1 de octubre de 2009 esta jurisdicción fue transferida la nueva Corte Suprema del Reino Unido.

## Jurisdicción de ultramar
El Comité tiene la jurisdicción sobre las apelaciones de las siguientes 30 jurisdicciones (incluyendo 14 naciones independientes):
- Reinos de la Commonwealth: Antigua y Barbuda, Bahamas, Granada, Jamaica, San Cristóbal y Nieves, Santa Lucía, San Vicente y las Granadinas y Tuvalu.
- Estados asociados a Nueva Zelanda: Islas Cook y Niue, pero no Nueva Zelanda.
- Dependencias de la Corona: las Islas del Canal, que incluyen las islas de Jersey y Guernsey (esta última incluye las islas de Sark y Alderney), y la isla de Man.
- Territorio británico de ultramar: Anguila, Bermudas, Islas Vírgenes Británicas, Islas Caimán, Islas Malvinas, Gibraltar, Montserrat, el territorio de Santa Elena, Ascensión y Tristán de Acuña (formado por los tres archipiélagos homónimos), Islas Turcas y Caicos e Islas Pitcairn.
- Dos áreas soberanas en la antigua colonia de Chipre: Acrotiri y Dhekelia.

Se apela directamente al comité en cuatro países:
- De las Repúblicas de la Commonwealth: la isla Dominica, las Mauricio, Trinidad y Tobago, y los casos de derecho constitucional de Kiribati.

Se apela al Jefe del Estado:
- En el estado de Brunéi (miembro del Commonwealth la reina Isabel II y el sultán Muda Hassanal Bolkiah han pactado que el Comité Judicial escuche y elabore un informe por el sultán de los casos que le lleguen).

## Miembros
El Comité Judicial del Consejo Privado puede incluir miembros de los siguientes grupos:
- Los jueces del Tribunal Supremo (antiguamente los Lores de Apelaciones Ordinarias)
- Otros Lores de Apelación
- Consejeros Privados de la reina que sean o hayan sido jueces del Tribunal de Apelación de Inglaterra, la Cámara Interior del Tribunal de Sesiones escocés, o el Tribunal de Apelaciones de Irlanda del Norte.
- Consejeros privados que sean jueces de ciertos tribunales superiores de las naciones del Commonwealth.

La mayor parte del trabajo la hacen los jueces del Tribunal Supremo, los cuales son pagados para trabajar todo el tiempo tanto en el Tribunal Supremo como al Consejo Privado. 

## Bajas de la Commonwealth en las apelaciones al Comité Judicial
Inicialmente los reinos de la Commonwealth y sus territorios mantuvieron el derecho de apelar al Consejo Privado. Muchos de los que acontecieron repúblicas o monarquías indígenas independientes preservaron la jurisdicción del Consejo Privado mediante el establecimiento de tratados con la Corona británica. Sin embargo, con el tiempo estos nuevos estados empezaron a percibir el Consejo Privado como un órgano poco coincidente con los valores de la población local, y como un obstáculo por la plena soberanía judicial.

### Australia
Australia efectivamente abolió el derecho de apelación de los tribunales de la corona australiana mediante un nuevo estatuto, e hizo lo mismo con los tribunales estatales con la Ley de Australia del 1986 (Cth). La Constitución australiana todavía tiene una disposición que permite al Alto Tribunal Australiano autorizar apelaciones al Consejo Privado en las cuestiones inter se; pero de todos modos este ya declaró que nunca daría este tipo de permisos y que la jurisdicción para hacer tal cosa "ya hace tiempo que ha expirado" y es obsoleta.

### Canadá
El Canadá creó su Tribunal Supremo el 1875, y ya desde entonces se abolieron las apelaciones al Consejo Privado de las causas criminales. De todos modos, en el caso Nadan vs el Rey [1926] AC 482(PC) el Consejo Privado permitió la apelación de la sentencia de prisión y estableció que el Código Criminal vigente en el Canadá era una materia ultra vires por el Parlamento Canadiense porque implicaba legislar extraterritorialmente y derogar la legislación imperial. Esta cuestión junto con el Asunto King-Byng provocó la irritación del Canadá y la discusión del tema a la Conferencia Imperial del 1926 que concluiría con la segunda Declaración de Balfour: Con la declaración y su confirmación legal al Estatuto de Westminster de 1931 (Imp) el impedimento de prohibir las apelaciones al Consejo Privado, legítimo o no, fue comprensiblemente abolido. Las apelaciones de los casos criminales al Consejo Privado se acabaron el 1933. Los movimientos para extender la abolición también para los casos civiles fueron aparcados durante la creciente crisis internacional de los años 30, pero la cuestión se volvió a posar sobre la tabla después de la 2.ª Guerra Mundial y el parlamento federal abolió también las apelaciones de los casos civiles el 1949. Por los casos empezados antes de aquella fecha se permitió el derecho de apelación, y el último caso en que se hizo fue lo de Ponoka-Calmar Oils vs. Wakefield [1960] AC 18, el 1959.
Entre el 1867 y el 1949 el británico Comité Judicial del Consejo Privado jugó un controvertido papel en la evolución del federalismo canadiense descentralizando el sistema político. Mientras que los Padres de la Confederación (los cuales habían negociado la unión de las colonias británicas de Norte América en el contexto de la guerra civil de los Estados Unidos) deseaban asegurar un gobierno central fuerte en relación con unas provincias relativamente más débiles, las sucesivas apelaciones al Comité Judicial del Consejo Privado en materia constitucional progresivamente desplazaron la balanza a favor de las provincias. A partir del 1949 el Tribunal Supremo canadiense (formado por jueces nombrados por el gobierno central) evitó rechazar los precedentes establecidos hasta entonces por el Comité Judicial del Consejo Privado, pero inició un proceso de recuperación de competencias legislativas por el parlamento federal.

### Comunidad del Caribe
Las naciones de la Comunidad del Caribe votaron el 2001 la abolición del derecho de apelación al Consejo Privado para sustituirlo por un Tribunal Caribeño de Justicia (TCJ). Algunos debates entre los países miembros y también al Comité Judicial del Consejo Privado, retrasaron repetidamente la inauguración del tribunal. Pero a partir del 2005 Barbados sustituyó el proceso de apelaciones al Comité Judicial del Consejo Privado, por el nuevo Tribunal Caribeño de Justicia (TCJ), el cual se puso en funcionamiento. La república de Guyana también promulgó nuevas leyes que permitieron al TCJ de tener jurisdicción sobre su sistema de apelaciones finales.
Actualmente otros estados de la CARICOM parecen estar preparados para abolir en un futuro inmediato las apelaciones al Comité Judicial del Consejo Priva. El gobierno de Jamaica en particular estuvo a punto de hacerlo sin el consentimiento de la oposición parlamentaria, pero el Comité Judicial estableció que el procedimiento utilizado en Jamaica para saltarse la oposición era incorrecto e inconstitucional.
Los gobiernos caribeños cada vez se encuentran más presionados por sus electorados porque busquen maneras de evitar las sentencias dictadas por el Comité Judicial, como por ejemplo la del caso Earl Pratt e Ivan Morgan vs. El Fiscal General de Jamaica de 1993, sobre la pena capital en la región del Caribe.
El actual presidente del Tribunal Supremo del Reino Unido, Lord Phillips de Worth Matravers, ha expresado su disconformidad con el hecho que el Caribe anglófono y otros países de la Mancomunidad de Naciones continuen dependiendo del Comité Judicial del Consejo Privado. El Financial Times publicó una entrevista donde lord Phillips decía: "En un mundo ideal, los países de la Commonwealth, incluidos los países del Caribe, dejarían de utilizar el Consejo Privado, y establecerían sus propios tribunales de apelación final."

### Sri Lanka
Ceilán abolió las apelaciones al Consejo Privado el 1972, a consecuencia de la transformación del dominio británico de Ceilán en la república independiente de Sri Lanka. Antes, pero, el Consejo Privado había sentenciado el caso Ibralebbe vs. La Reina [1964] AC 900 que lo mantenía como alto tribunal de apelación de Ceilán a pesar de que la independencia del país como dominio británico había tenido lugar el 1948.

### Guyana
Guyana mantuvo el derecho de apelación al Consejo Privado hasta que el gobierno del primer ministro Forbes Burnham aprobó la Ley del Comité Judicial del Consejo Privado (Fin de las Apelaciones) del 1970.

### Hong Kong
Por otro lado habría que añadir que las decisiones del Consejo Privado de antes del 1 de julio de 1997 sobre las apelaciones de fuera de Hong Kong, así como las decisiones de los tribunales británicos después de esta fecha, no son estrictamente vinculantes por los tribunales hongkonguesos en definitiva, a pesar de que estas decisiones sirven de referentes y tienen que ser tratadas con gran respeto, dependiendo de todas las circunstancias relevantes.

### India
El India retuvo el derecho de apelación al Consejo Privado desde el Tribunal Federal del India después de la proclamación del Dominio del India y hasta la proclamación de la Ley de Abolición de la Jurisdicción del Consejo Privado del 1949, que se hizo efectiva después del establecimiento del Tribunal Supremo del India el enero del 1950.

### Estado Libre Irlandés
La apelación al Consejo Privado era garantizada a la Constitución del Estado Libre Irlandés hasta su abolición el 1933 por una ley del Dáil Éireann. 
Un caso llamado Moore vs. el fiscal general del Estado Libre Irlandés [1935] AC 484 (PC) fue apelado al Consejo Privado el 1935 desafiando la decisión del Dáil y violando el Tratado anglo-irlandés de 1921. El entonces fiscal general de Inglaterra y Gales, Thomas Inskip, advirtió el fiscal general del Estado Libre Irlandés, Conor Maguire, que Irlanda no tenía derecho de abolir las apelaciones al Consejo Privado, pero finalmente el Comité Judicial del Consejo Privado mismo estableció que el gobierno irlandés sí que tenía ese derecho.

### Malasia
Malasia abolió las apelaciones al Consejo Privado en materia constitucional y criminal el 1978, y posteriormente también en materia civil el 1985.

### Nueva Zelanda
Las propuestas neozelandesas de abolir las apelaciones al Consejo Privado datan de principios de la década del 1980. Pero no fue hasta octubre del 2003 que Nueva Zelanda cambió la ley y las abolió para todos los casos escuchados por el Tribunal de Apelaciones de Nueva Zelanda a partir del final del año 2003, en favor del Tribunal Supremo. El 2008 el líder Nacional John Key descartó definitivamente la propuesta de abolir el Tribunal Supremo para devolver al Consejo Privado.